# 大封裔
大 封裔（だい ふうえい）は、渤海国の王子。

## 人物
崔致遠が著した『謝不許北国居上表』には王子と記されているが、誰の王子なのかは不明である。
897年7月に賀正使として入唐したが、唐は、朝貢の序列において渤海使の席を新羅の下に置いていたため、大封裔は、席次を新羅より上位にすることを要請したが、唐は許可しなかった。その際に、唐が不許可にしたことを感謝して、崔致遠が執筆し、新羅王である孝恭王から唐皇帝である昭宗に宛てた公式な国書が『謝不許北国居上表』である。
『謝不許北国居上表』には、「渤海を建国した大祚栄は高句麗領内に居住していた粟末靺鞨人であり、渤海は高句麗領内に居住していた粟末靺鞨人によって建国された」と記録されている。